# مصطفی الاشرف
مصطفی الاشرف (عربی: مصطفی الأشرف) (زاده: ۷ مارس ۱۹۱۷ – درگذشته: ۱۳ ژانویه ۲۰۰۷) نویسنده و مورخ و دانشمند علوم اجتماعی الجزایری در شهرک شلاله واقع در ایالت مدیه الجزایر به دنیا آمد. وی پس از اتمام تحصیلات ابتدایی در شهر زادگاهش برای ادامه تحصیلات در دانشگاه سوربن پاریس به فرانسه رفت.

## دوران رشد و تحصیلات
پدر مصطفی کارمند دادگستری بود. او تحصیلات ابتدایی را در «بن عکنون» و متوسطه را در «ثعالبیه» گذراند. او پس از فارغ‌التحصیلی از دانشگاه سوربن پاریس و بازگشت به الجزایر به کارهای مختلفی اشتغال داشت. او به این اعتبار که پدرش یک فرد روشنفکر از روستا و مادرش یک فرد متمدن از یکی از بخش‌های شهر الجزایر بود. فردی برخوردار از فرهنگی نیمه روستایی و نیمه شهری بود و همین امر موجب شده بود که درک و شناخت عمیقی نسبت به بخش‌های فرهنگی الجزایر داشته باشد و در سنین رشد او را به ملی‌گرایی سوق دهد.

## فعالیت‌های سیاسی و انقلابی
او سرانجام در سال ۱۹۳۹ وارد حزب مردم الجزایر شد و شرکت فعال و ویژه‌ای در انتشار مطبوعات مبارز داشت. او موفق شد بسیاری از اصول تاریخ الجزایر را بنویسد و یک دیدگاه مبارزاتی دارای بیشترین ارتباط با مبارزات عام مردم الجزایر را مدون کند.
مصطفی اشرف با اولین شراره‌های انقلاب در سال ۱۹۵۶ به انقلاب الجزایر پیوست و سرانجام هواپیمایی که با آن به همراه ۴ تن دیگر از رهبران انقلاب «بن بلا، آیت احمد، بوضیاف، محمد خضیر» در حال مسافرت بود، توسط فرانسویان ربوده و دستگیر شد و چندین سال را در زندان گذراند.
او از اعضای شورای ملی انقلاب الجزایر و جزو تنظیم‌کنندگان برنامه معروف به طرابلس بود، این برنامه به‌روشنی اصولی که دولت آینده الجزایر بر اساس آن پا می‌گرفت، یعنی چارچوب دمکراسی مردمی را مشخص کرد. مصطفی اشرف بعد از استقلال مناصب متعددی از جمله مشاور هواری بومدین را عهده‌دار شد و در تنظیم پیمان ملی شرکت داشت. او سپس به عنوان وزیر آموزش ملی و بعد از آن سفیر الجزایر در آمریکای لاتین تعیین شد. بعد از وقایع خطرناکی که الجزایر از سر گذراند، مصطفی اشرف به شورای ملی مشورتی پیوست.

## اندیشه فکری سیاسی و آزادیخواهانه
به‌دلیل ظلم‌هایی که استعمار فرانسه می‌کرد مصطفی اشرف که فردی تحصیل کرده بود به سمت اندیشه‌های سیاسی آزادیخواهانه جذب شد و «حزب مردم الجزایر» را تشکیل داد. او زبان و قلمش را در خدمت ایده حزب ملی و اهداف آزادیخواهانه آن به خدمت گرفت و به همین سیاق در رسانه‌های مخفی (پارلمان الجزایر، کار الجزایر) و غیره مطلب می‌نوشت. مصطفی هنگامی که حزب جدیدی به اسم «جنبش پیروزی آزادیهای دمکراتیک» در سال ۱۹۴۶ تأسیس شد در آن به فعالیت پرداخت و سپس از طریق روزنامه‌های حزب به‌خصوص روزنامه «ستاره الجزایر» که خودش رئیس هیئت تحریر آن بود به انتشار افکار و عقاید حزب پرداخت.

## نقش در انقلاب و ساختن کشور
وی در جریان انقلاب الجزایر نیز به مسئولیت مطبوعاتی و تبلیغاتیش ادامه داد تا اینکه در جریان ربودن هواپیمای او و تعدای دیگر از رهبران جنبش توسط فرانسه در اکتبر ۱۹۵۶ دستگیر ولی به دلیل وخامت حالش آزاد و تحت اقامت اجباری قرار گرفت ولی توانست از دست فرانسویان خلاص شده و به صفوف انقلاب بپیوندند. وی از دست‌اندرکاران آماده‌سازی برنامه کنفرانس طرابلس بود و مسئولیت قرائت برنامه در مقابل حاضرین در جلسه «شورای ملی انقلاب الجزایر» بعهده او بود.

## بعد از استقلال
با استقلال الجزایر، مصطفی همچنان یک شخصیت برجسته در پهنه سیاسی و فرهنگی بود و در نوشتن و تدوین اختیارات سیاسی دولت الجزایر نقش داشت. او سرانجام به وزارت آموزش منصوب و سپس به عنوان نماینده دائم الجزایر در سازمان یونسکو تعیین گردید و در نهایت به عنوان یک دولتمرد در منصب سفیر قرار گرفت، او بعد از گشایش سیاسی به همراه همرزمش «رضا مالک» حزب (ائتلاف ملی جمهوری) را تأسیس کرد.

## درگذشت
مصطفی الاشرف سرانجام در ۱۳ ژانویه سال ۲۰۰۰ درگذشت.